# اهلاپه
اهلاپه (به لاتین: Ehelape) یک منطقهٔ مسکونی در سری‌لانکا است که در استان جنوبی (سری‌لانکا) واقع شده‌است.